# Francesco Saverio Valguarnera
Francesco Saverio Valguarnera Gravina, principe di Valguarnera (1689 – Palermo, 17 aprile 1739), è stato un nobile, militare e politico italiano del XVIII secolo.

## Biografia
Nacque nel 1689 da Giuseppe, V principe di Gangi, e dalla di lui consorte la nobildonna Anna Maria (o Marianna) Gravina e Gravina, II principessa di Gravina, di cui fu il primo di sei figli. Il padre morì nel 1700, e succedette direttamente al nonno paterno Francesco, III principe di Valguarnera, nel possesso dei beni feudali di famiglia, di cui ebbe ufficiale investitura il 9 maggio 1705.
Capitano di giustizia di Palermo nel 1711-12, fu colonnello di fanteria del reggimento "Valguarnera", che dopo l'incoronazione del duca Vittorio Amedeo II di Savoia a Re di Sicilia, cambiò nome in reggimento "Sicilia" e venne trasferito in Piemonte. Divenuto fedele servitore di Casa Savoia, nel 1721 fu nominato capitano della terza compagnia del reggimento Guardie del Corpo. Nel 1732, al Principe di Valguarnera venne assegnato il comando della Guardia Svizzera e Valesana sabauda con il grado di colonnello generale.
Nel 1735, fece ritorno in Sicilia per assistere all'incoronazione avvenuta a Palermo dell'infante Carlo III di Spagna a sovrano dell'isola, e di cui fu gentiluomo di camera. Quattro anni più tardi, nel 1739, il re Carlo Emanuele III di Savoia lo designò Viceré di Sardegna, carica che non poté ricoprire per improvvisa morte avvenuta a Palermo il 17 aprile di quell'anno. Fu sepolto nella Chiesa del Gesù della capitale siciliana.

### Matrimoni e discendenza
Francesco Saverio Valguarnera Gravina, IV principe di Valguarnera, si unì in matrimonio alla nobildonna Agata Branciforte Ventimiglia († 1751), figlia di Niccolò Placido, VIII principe di Butera, da cui ebbe:
- Marianna, V principessa di Valguarnera (1730-1793), che fu moglie dello zio paterno Pietro Valguarnera Gravina;
- Stefania, che fu moglie di Giuseppe Branciforte, V principe di Scordia.